# 卡拉拉主教座堂

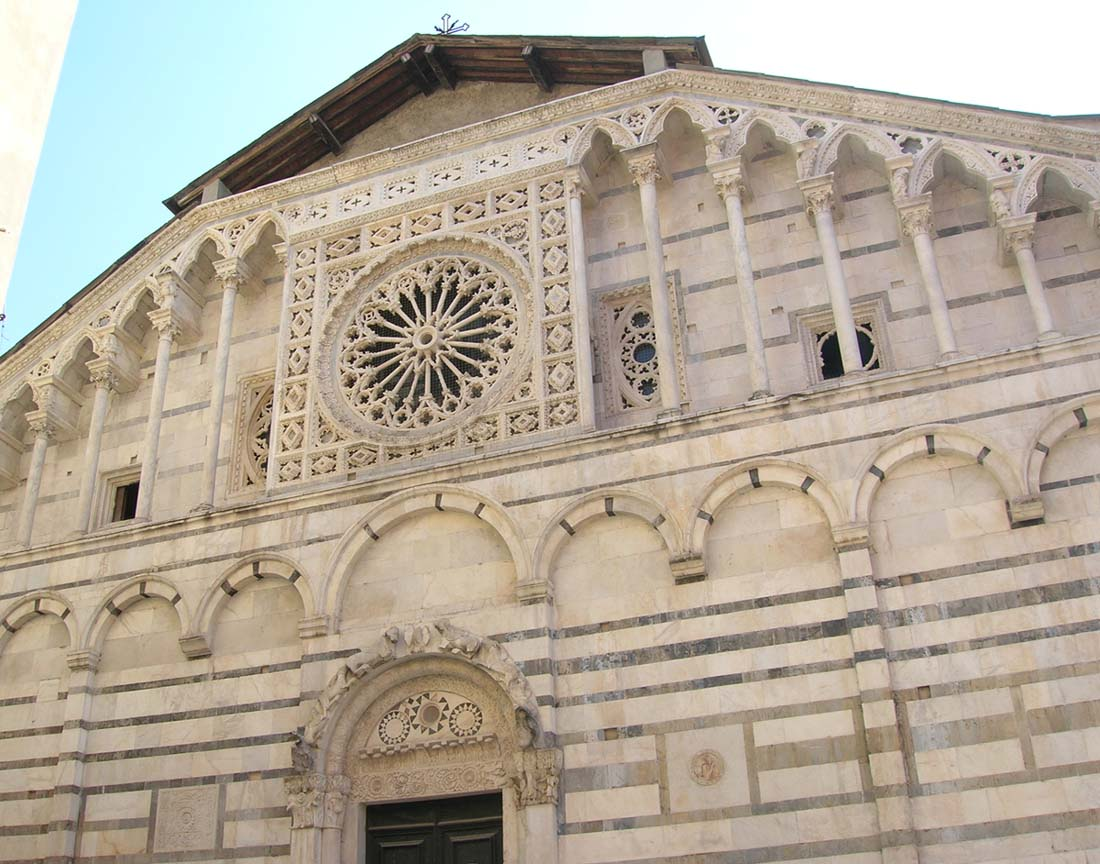
立面

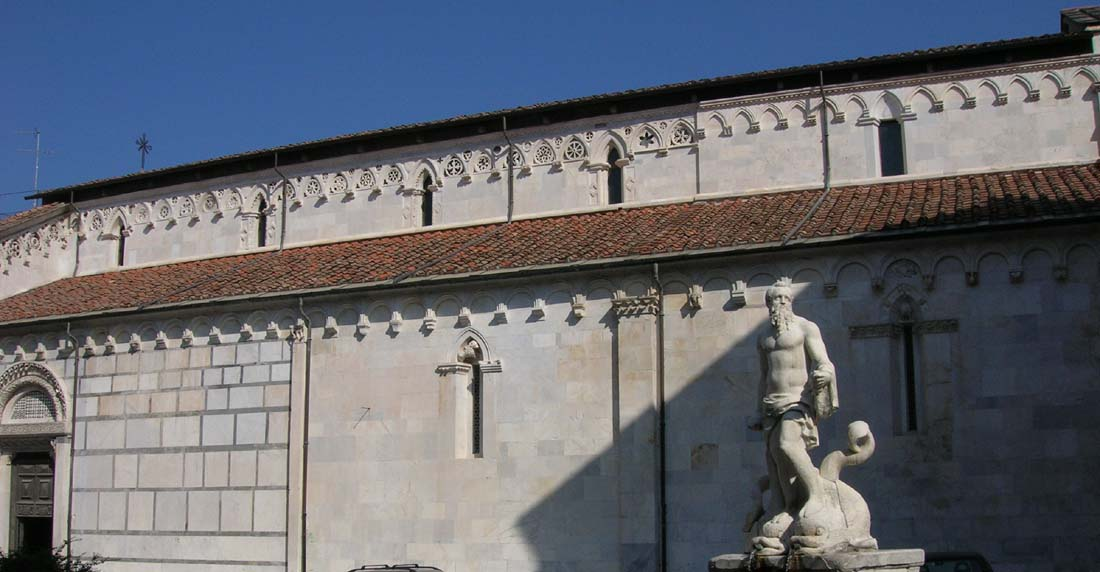
侧面

卡拉拉圣安德肋主教座堂（義大利語：Duomo di Carrara）是天主教馬薩卡拉拉-蓬特雷莫利教区的共主教座堂，位于意大利中部托斯卡纳大区的卡拉拉镇，供奉圣安德肋。该堂无论是外观和内部，大部分都覆盖着当地的卡拉拉大理石。

## 历史
根据记载，此处早在1035年已建有一座教堂，但现仅存有浅浮雕。卡拉拉主教座堂的第一份书面文件可以追溯到1099年。 那一年，该堂首次扩建。这是第一座完全由大理石建造的中世纪教堂。 用于建造的大理石是阿普安大理石，通常被称为卡拉拉大理石。
立面的下部和靠近圣若望门的侧面区域，带有几何形状的双色大理石装饰。这部分建筑的历史可以追溯到12世纪初，柱枋受到比萨哥特式风格的影响；而黑白大理石交替的设计，与托斯卡纳其他一些教堂相仿，如比萨主教座堂和卢卡主教座堂。 这种风格在当时的利古里亚也很普遍，例如热那亚主教座堂的大门，完成于1142年之前。正门和内部前三根柱子的雕塑家属于维利格莫画派。

## 建筑

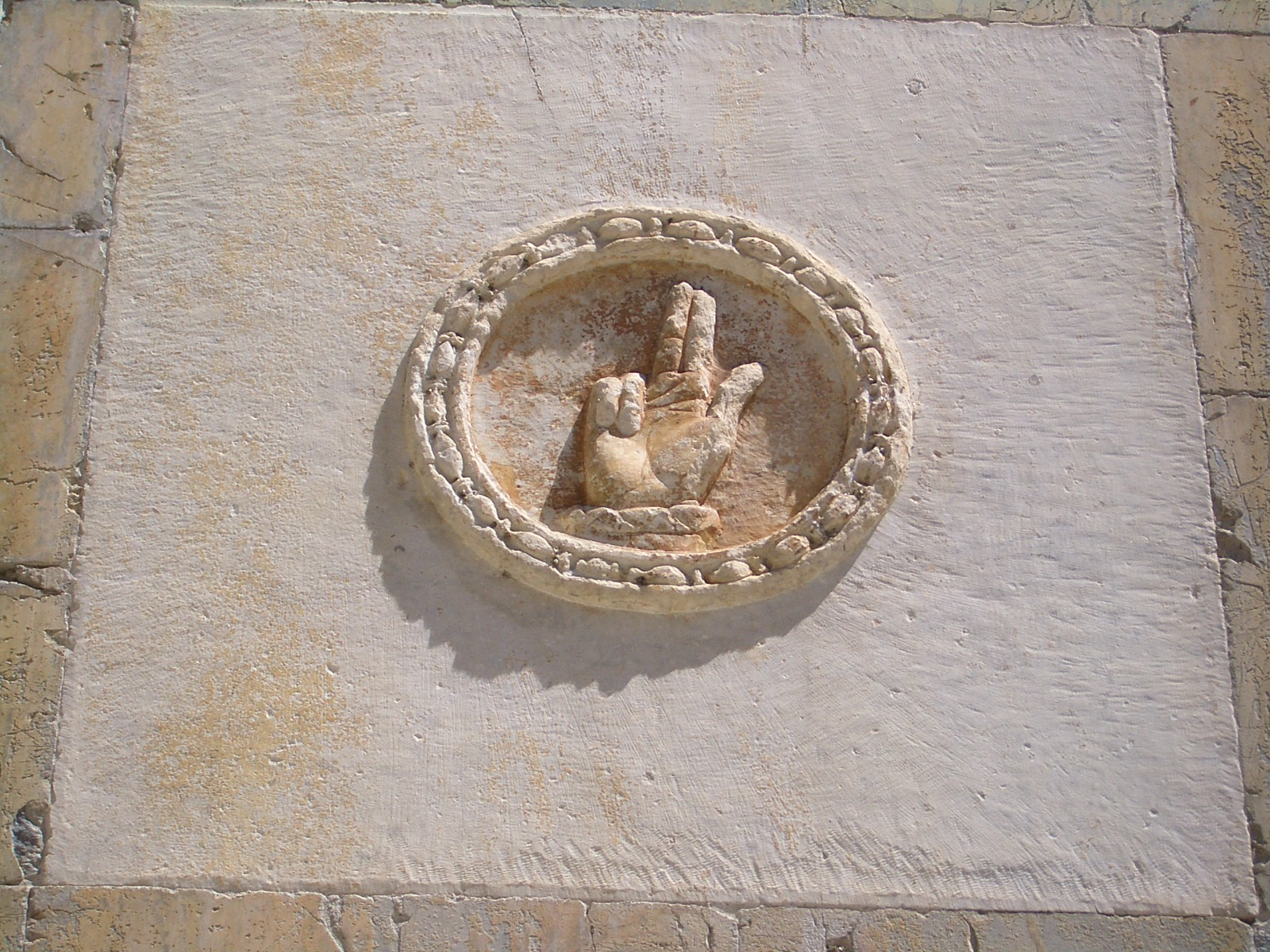
设计细节

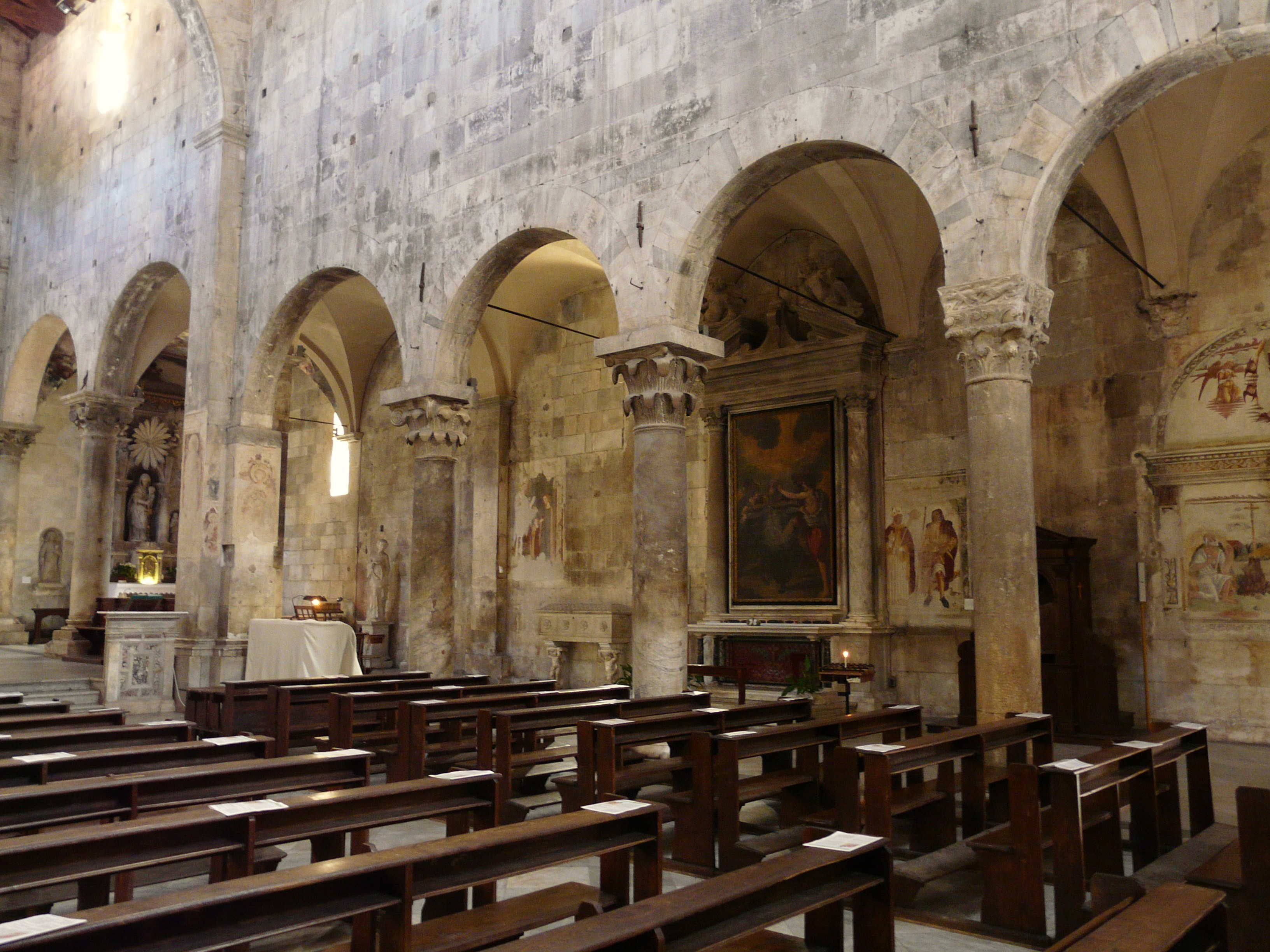
右侧过道

该堂为矩形平面，由三个中殿、司祭席和半圆形后殿组成。

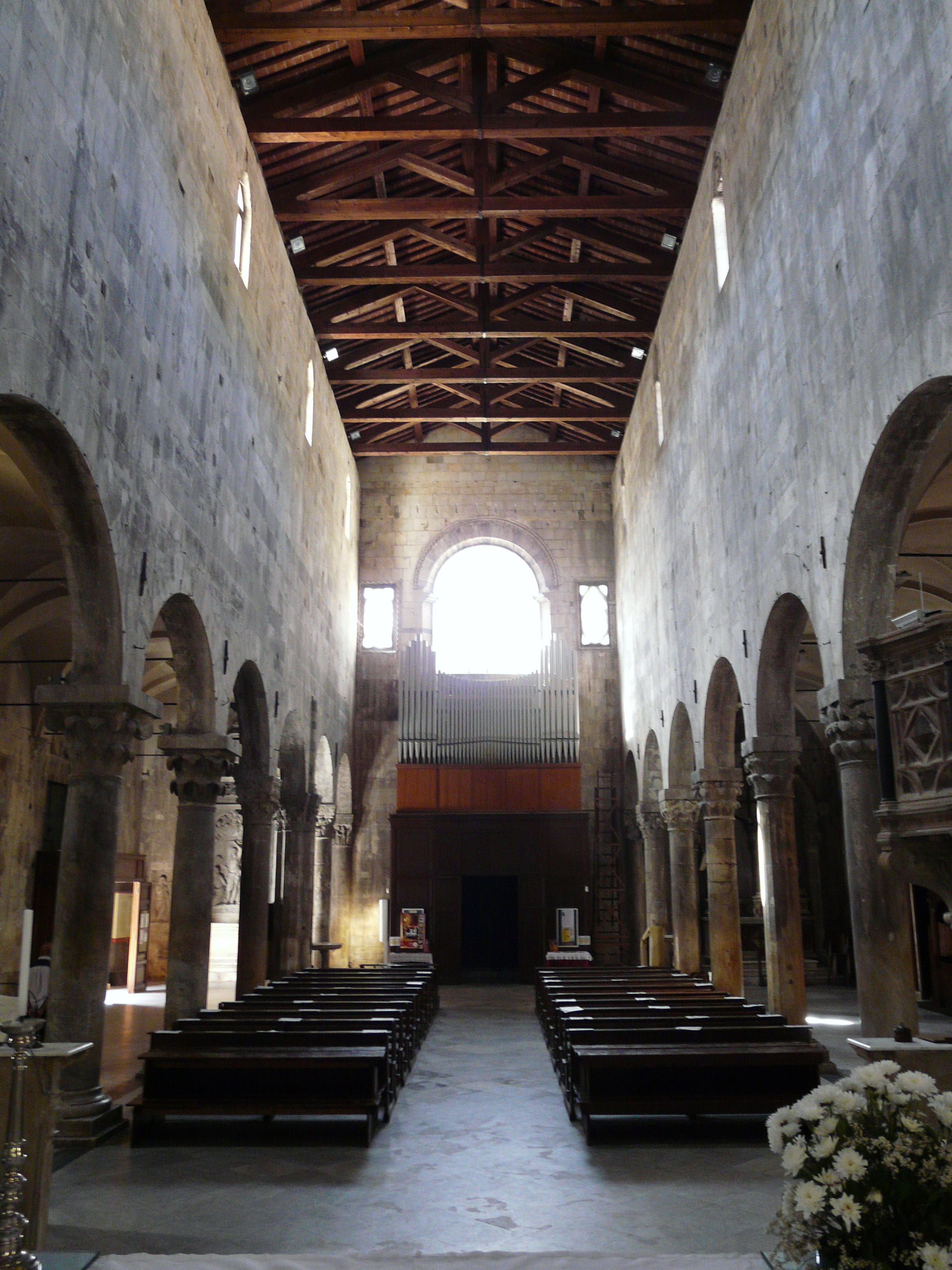
中央过道

立面结合了罗马式和哥特式风格，完成于14世纪下半叶，由浅色和深色大理石的双色图案组成。立面的底部和侧立面是罗马式，
教堂外是“巨人雕像”（Statua del Gigante）